# Oereler Kanal
Der Oereler Kanal ist ein linker Nebenfluss der Oste im Landkreis Rotenburg (Wümme) in Niedersachsen, Deutschland. Sein Ursprung liegt im östlichen Ortsgebiet von Oerel.

## Name
Das Gewässer wurde im Jahr 937 als Urlaha erstmals urkundlich erwähnt. Der Name beinhaltet das Suffix -aha für „Fließgewässer“ und das Bestimmungswort germanisch *Ūril-, das sich vom germanischen *ūra- mit der Bedeutung „feucht, feiner Regen“ ableitet.

## Umwelt

### Fauna
Die Fauna des Oereler Kanals weist in den Moorbereichen vor Bremervörde aufgrund langsamer Fließgeschwindigkeit eine Besiedlung vornehmlich durch sogenannte „Stillwasserarten“ wie Wanzen, Käfer und verschiedene Dipteren (Zweiflügler) auf.

### Wasserqualität
Die biologische Gewässergüteuntersuchung und die die chemisch-physikalische Wasseranalyse erfolgten im Jahr 1997. Der Oereler Kanal wurde in die Gewässergüteklasse III „stark verschmutzt“ (im Abschnitt vor Bremervörde mit Tendenz zu II-III „kritisch belastet“) eingestuft. Im Wasser befindet sich eine sehr starke Konzentration von Ammonium, eine erhöhte Nitrit- und Ortho-Phosphatbelastung. Der Oereler Kanal weist des Weiteren eine Schlammröhrenwürmer- und Rote-Zuckmückenlarven-Verschmutzung auf. (Messung erfolgte direkt unter der Kläranlage)
Der Abschnitt des Kanals in Bremervörde weist ähnliche Belastungen wie bei den vorherigen Tests auf, jedoch wurde hier ein erhöhter Phosphorgehalt festgestellt.
Als Grund für die hohen Belastungen wurden folgende Gründe genannt:
- Ablauf der Teichkläranlage Oerel
- mooriges Einzugsgebiet mit landwirtschaftlicher Nutzung
- im Stadtgebiet stattfindende (Oberflächen-)Entwässerung[2]

## Geographie
Der Oereler Kanal entsteht aus mehreren Entwässerungsgräben im östlichen Ortsgebiet von Oerel. Die Hauptwassermenge liefert jedoch der Ablauf der „Teichkläranlage Oerel“ Er verläuft kurzzeitig in Oerel an der Straße Fahrenkamp entlang und anschließend weiter in nordöstlicher Richtung. Im westlichen Ortsgebiet von Bremervörde trifft der Oereler Kanal auf die Kreisstraße 102, verläuft durch das Wohngebiet nahe der Dürerstraße und anschließend am Schulzentrum Bremervörde (nahe der Grundschule, der Realschule und der Berufsbildenden Schulen) vorbei. Zentral in Bremervörde trifft der Kanal auf die Gnarrenburger Straße und mündet anschließend in etwa 600–700 m in der Nähe eines Fuß- und Radweges in die Oste.
Der Oereler Kanal verläuft in geradlinigen Abschnitten mit – zum Teil – tiefen Abschnitten und steilen Ufern.

## Ausbau
Im Jahr 2007 wurde ein Teil des Oereler Kanals neu verstackt, das heißt, dass sich links und rechts am Ufer des Kanals Holzbretter befinden, die durch Holzstäbe gehalten werden. Diese Maßnahme soll ein Abrutschen des Ufers verhindern.

## Trivia
Der Niedersächsische Landesbetrieb für Wasserwirtschaft, Küsten- und Naturschutz listet den Oereler Kanal als Wasserkörper „WK 30027 - Oereler Kanal Oberlauf“ und „WK 30028 - Oereler Kanal Unterlauf“ auf und klassifiziert diese als „Gewässer ohne Priorität“.